# Toxomerus nitidus
Toxomerus nitidus är en tvåvingeart som först beskrevs av Ignaz Rudolph Schiner 1868. Toxomerus nitidus ingår i släktet Toxomerus och familjen blomflugor.
Artens utbredningsområde är Panama. Inga underarter finns listade i Catalogue of Life.